# Centrale idroelettrica di Provvidenza
La centrale di Provvidenza è una centrale idroelettrica situata in centro Italia in provincia dell'Aquila lungo la Strada statale 80 del Gran Sasso d'Italia all'interno del comune di Campotosto.

## Caratteristiche
Provvidenza è la prima del sistema di centrali idroelettriche costruite lungo la valle del Vomano, situata a monte della centrale idroelettrica di San Giacomo.
Si tratta di una centrale in grotta che riceve le proprie acque dal soprastante lago di Campotosto con una galleria di adduzione di 1.102 m e una condotta forzata di 240 m; le acque vengono poi restituite al sottostante lago di Provvidenza con una galleria di 683 m.
È equipaggiata con due gruppi turbina/alternatore Francis ad asse orizzontale ed uno ad asse verticale. Le macchine permettono anche il pompaggio inverso dell'acqua dal bacino di Provvidenza, della capacità di 1.690.000 m3, verso il serbatoio di Campotosto con una portata complessiva massima di 32,5 m³/s, per formare delle riserve da utilizzare nei periodo di consumo maggiore di energia elettrica.

## Galleria d'immagini

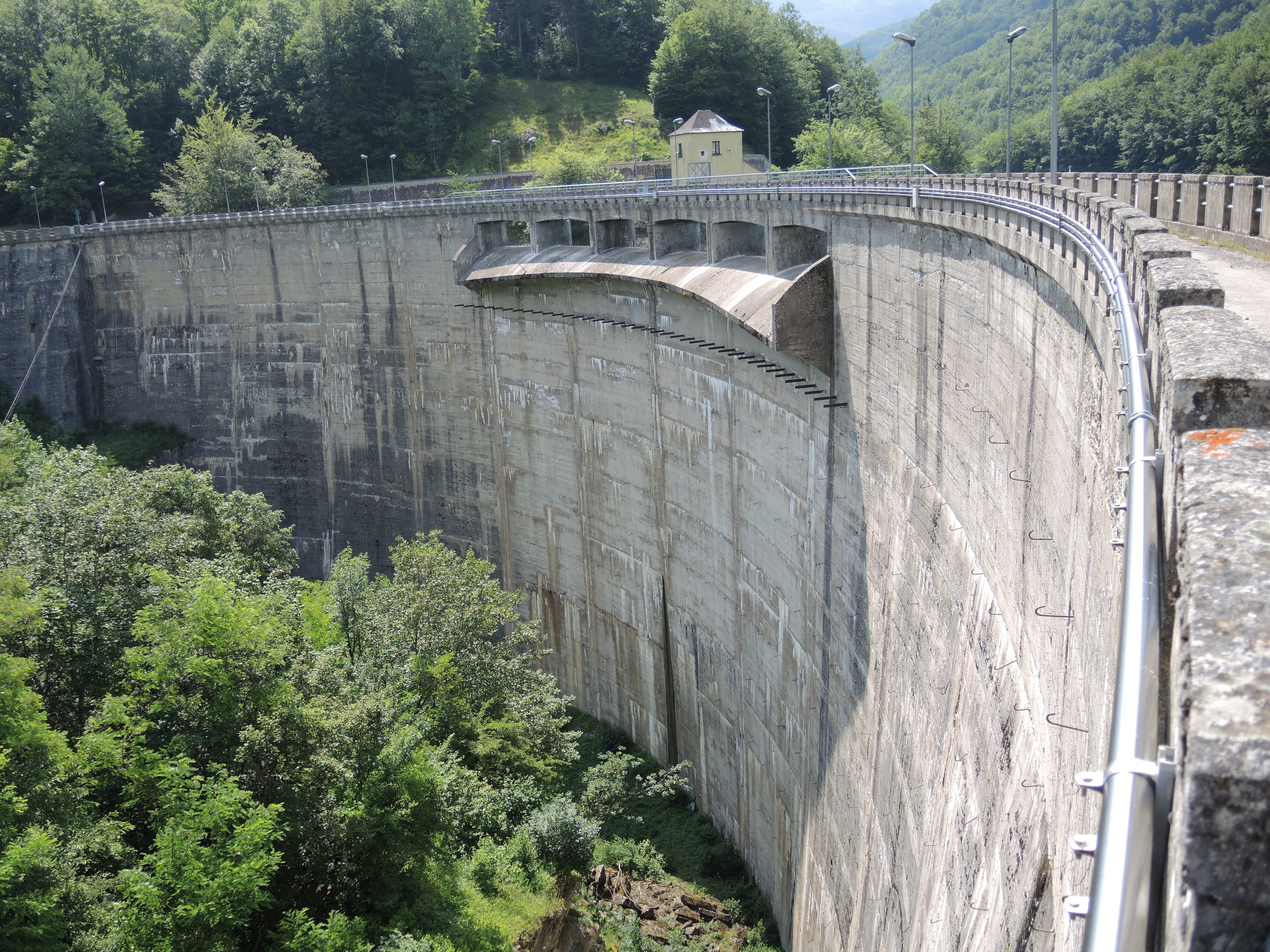
Diga
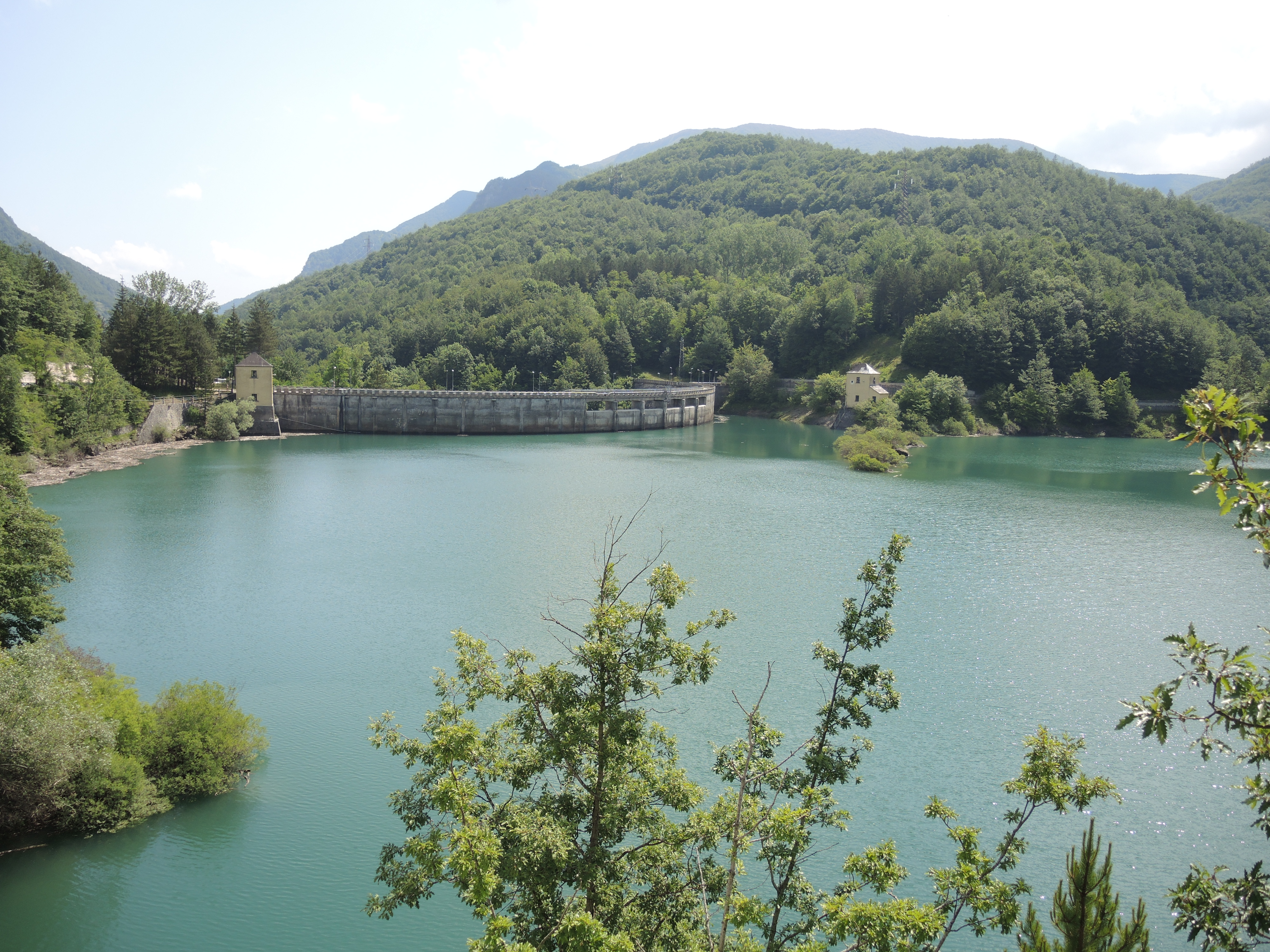
Lago